# Jack Canfield
Jack Canfield (Fort Worth, 19 de agosto de 1944) é um autor, e palestrante motivacional norte-americano. Em parceria com Mark Victor Hansen, foi o co-autor do best-seller Canja de Galinha para a Alma, que vendeu mais de 500 milhões de cópias no mundo em mais de 40 idiomas, além de ter colaborado com Janet Switzer ao co-escrever Os Princípios do Sucesso.
Além de escritor e editor, seu trabalho inclui participações em programas de rádio e contribuições para periódicos de diversos jornais. Em 2006, foi destaque no documentário O Segredo, onde compartilhou suas experiências pessoais e profissionais sobre o poder da atração.

## Carreira
Jack Canfield nasceu em Fort Worth, no Texas, em 19 de agosto de 1944. Viveu sua adolescência em Wheeling (Virgínia Ocidental), concluindo seus estudos em 1962. Formou-se pela Universidade de Harvard, em 1966, onde adquiriu seu diploma de Bacharel em História Chinesa, e prosseguiu seus estudos na Universidade de Massachusetts Amherst, concluindo seu mestrado em Educação, em 1973.
Ao longo de sua carreira, Canfield fundou o Canfield Training Group em Santa Barbara (Califórnia), e a Foundation for Self-Esteem em Culver City. Ambos os projetos oferecem treinamento motivacional para pessoas em geral, e profissionais a alcançarem seus objetivos pessoais e profissionais.
Em uma parceria com Mark Victor Hansen, em 1993, Canfield co-escreveu o best-seller Chicken Soup for the Soul (em português: Canja de Galinha para a Alma), bem como trabalhou na série de livros homônima que sucedeu o primeiro título.
Em 2005, Canfield coescreveu Os Princípios do Sucesso, apresentando 64 lições essenciais que, em sua opinião, são indispensáveis para alcançar metas e estabelecer uma vida bem-sucedida. Ele ressalta a importância da visualização, uma ideia defendida por Napoleon Hill, William Clement Stone, Earl Nightingale, e Maxwell Maltz, destacando que, para atingir objetivos, é crucial concentrar-se na visualização por meio da criação de imagens claras e atraentes na mente. Ele faz referência à teoria da expectativa estudada por neuropsicólogos, para enfatizar a importância desse processo.

## Chicken Soup for the Soul Entertainment
Após o sucesso do livro lançado em 1993, Canfield e Mark Victor Hansen iniciaram no mesmo ano uma empresa de marca própria, conhecida nos Estados Unidos como Chicken Soup for the Soul Entertainment. Inicialmente, a marca começou como um serviço de editoração e publicidade, expandindo-se mais tarde para a exibição de programas televisivos, bem como uma linha de produtos de consumo, incluindo alimentos. Em 2017, a empresa iniciou suas ações no mercado da bolsa de valores Nasdaq após uma Oferta Pública Inicial (IPO) sob o código de transações CSSE.

## Vida pessoal
Canfield casou-se com sua primeira esposa, Judith Ohlbaum, que conheceu enquanto estudava na Universidade de Massachusetts Amherst. Eles se casaram em 1971, e tiveram dois filhos, porém se divorciaram em 1976. Em 1978, casou-se com sua segunda esposa, Georgia Lee Noble, com quem teve um filho, mas se divorciaram em 1999. Em 2001, casou-se com Inga Marie Mahoney.